# تامپیکو (واشینگتن)
تامپیکو (به انگلیسی: Tampico) یک منطقهٔ مسکونی در ایالات متحده آمریکا است که در شهرستان یاکیما، واشینگتن واقع شده‌است. تامپیکو ۳۱۲ نفر جمعیت دارد.